# Stigmatisation sociale associée à la Covid-19
La pandémie de Covid-19 peut engendrer une stigmatisation sociale. Les personnes sont alors parfois étiquetées, stéréotypées, discriminées, traitées séparément, ou subissent une perte de statut en raison de liens réels ou perçus avec la maladie.
Les approches en épidémiologie comportementale de la pandémie ont été associées à des niveaux significatifs d'anxiété, et à l'apparition d'une stigmatisation liée au coronavirus, qui s'est exprimée par des comportements d'évitement, de rejet et de violence psychologique et physique à l'encontre des patients et des professionnels de santé,.
En raison de la nature asymptomatique du nouveau coronavirus, les individus se tournent vers d'autres traits non liés à la santé pour soi-disant identifier les porteurs potentiels.

## Causes

### Psychologie sociale et comportementale
Des recherches en psychologie sociale montrent l'impact de la pandémie sur l'anxiété, l'obéissance à l'autorité et le rejet de groupes considérés comme étrangers ou minoritaires.
Selon Mark Schaller (en), de l'Université de Colombie britannique, il s'agit d'une modification du système immunitaire comportemental (en).
« Dans une grande partie de l'histoire humaine, de nombreuses normes et rituels remplissent une fonction de lutte contre les maladies », explique Schaller. « Les personnes qui se conforment à ces normes servaient un service de santé publique, et les personnes qui enfreignaient ces normes se mettent non seulement en danger mais affectent également les autres ».

### Caractère asymptomatique ou «invisible» de la contamination
Tous les cas de COVID-19 ne sont pas graves car de nombreux individus infectés présentent des symptômes légers ou n'en présentent pas. Dans les cas où les symptômes sont plus légers, ils sont souvent communs à d'autres affections souvent moins mortelles comme le rhume ou les allergies. Les personnes asymptomatiques peuvent transmettre le virus à d'autres personnes, ce qui complique encore la lutte contre la propagation. Cela contraste fortement avec d'autres maladies comme le virus Ebola, dont les symptômes graves empêchent le patient de maintenir ses activités habituelles. Bien qu'il appartienne à la même famille de virus que le rhume, le COVID-19 présente un niveau de propagation infectieuse plus élevé que la grippe. Ces deux caractéristiques sont importantes car les personnes infectées peuvent poursuivre leurs tâches quotidiennes, interagir avec d'autres personnes et potentiellement propager le virus, ce qui entraîne des taux de transmission plus élevés.
La maladie est un trait stigmatisé courant chez les personnes qui cherchent à éviter les porteurs (présumés) pour protéger leur propre santé, comme ce fut le cas lors de l'épidémie de SRAS au début des années 2000. Dans le cas de nombreuses maladies, il est facile de savoir qui est malade et les symptômes, correspondant à la période de contagion, sont visibles de l'extérieur. Toutefois, de nombreuses personnes atteintes du COVID-19 restent asymptomatiques, propageant le virus à leur insu. Ainsi, les patients atteints du COVID-19 peuvent être l'objet d'une stigmatisation visible ou invisible. Les personnes qui contractent et même meurent de la maladie peuvent être tenues pour responsables, comme cela s'est produit avec l'épidémie de VIH/SIDA. Les victimes du COVID-19 peuvent être accusées de ne pas se conformer aux ordres de mise à l'abri sur place ou de ne pas prendre les précautions nécessaires lorsqu'elles sortent. Les personnes peuvent être stigmatisées même si elles n'ont pas le virus. Par exemple, une personne allergique qui souffre de congestion et qui éternue peut avoir honte de quitter sa maison alors qu'elle est « malade ».

## Conséquences sociales et sanitaires

### Hausse des violences sur les professionnels de santé
Insultes, passages à tabac, arrestations - les travailleurs de santé qui luttent contre le coronavirus ont subi plus de 400 actes de violence liés au Covid-19 dans le monde en 2020, selon un rapport d'une ONG de santé publié le deux mars 2021.
Le Centre des droits de l'homme de Berkeley, basé à Genève, et l'Université de Californie, ont dévoilé un rapport qui montre « une estimation minimale » de 1 172 actes de violence et attaques contre des travailleurs ou des établissements de santé en 2020.
Plus d'un tiers (412) des actes étaient directement liés au Covid-19, notamment au Mexique, où une infirmière a été attaquée et blessée par un groupe l'accusant de propager le virus.
Dans la capitale sénégalaise, Dakar, trois travailleurs sociaux se sont fait jeter des pierres par des résidents qui refusaient qu'une victime du coronavirus soit enterrée près de leur domicile.
La grande majorité, 80 %, des auteurs de ces violences étaient des civils, mais les menaces provenaient également venir des autorités publiques.
En Égypte, des travailleurs de la santé qui critiquaient la façon dont le régime gérait la pandémie ont été arrêtés par les forces de sécurité et accusés de diffuser de fausses informations et d'appartenir à un groupe terroriste.
Les travailleurs de la santé aux États-Unis sont exposés à des risques majorés. Les employés des hôpitaux américains sont près de six fois plus susceptibles que le travailleur moyen d'être victimes d'une blessure intentionnelle, selon le Bureau des statistiques du travail, et un assistant médical du Minnesota a été tué lors d'une fusillade dans une clinique par un ancien patient mécontent de son traitement.
Les professionnels de la santé, des chirurgiens aux ambulanciers, sont depuis longtemps confrontés à des blessures ou à des intimidations au travail, en particulier dans les zones de conflit. Selon les experts, de nombreuses attaques sont motivées par la peur ou la méfiance, car les membres de la famille réagissent au décès d'un proche ou une communauté réagit à l'incertitude entourant une maladie. Le coronavirus a amplifié ces tensions.
Deux infirmières nigérianes ont été attaquées par la famille d'un patient décédé du Covid-19. Une infirmière s'est fait arracher les cheveux et a subi une fracture. La seconde a été battue et est tombée dans le coma.
À la suite de ces agressions, les infirmières du Centre médical fédéral de la ville d'Owo, dans le sud-ouest du pays, ont cessé de traiter les patients, demandant à l'hôpital d'améliorer la sécurité. Près de deux semaines se sont écoulées avant qu'elles ne reprennent le travail avec des gardes armés postés 24 heures sur 24.
Insecurity Insight (en), qui a développé une carte interactive, a enregistré 802 attaques dans des pays en guerre ou sur des victimes de conflits civils, comme le bombardement d'hôpitaux au Yémen et le kidnapping de médecins au Nigeria.
« La carte montre que la violence et l'intimidation à l'encontre du soin médical était une véritable crise mondiale en 2020, touchant 79 pays », a déclaré la directrice d'Insecurity Insight, Christina Wille, dans un communiqué.

### Conséquences des stigmatisations sur la santé des gens atteints par le Covid-19
Des analyses d'études scientifiques portant sur le VIH, le virus de l'hépatite C, le virus Zika et la tuberculose suggèrent que la stigmatisation aurait des implications importantes pour la santé mentale et physique des personnes touchées par les maladies infectieuses, telles que le Covid-19.